# Muntiacus atherodes
El muntíaco amarillo de Borneo (Muntiacus atherodes) es una especie de cérvido, endémica  de la Isla de Borneo, situada en el Sureste Asiático.

## Hábitat y características
Es una especie de cérvido que se encuentra únicamente en las tierras bajas de los bosques húmedos de la isla de Borneo, tanto en la parte malaya como en la indonesa, y aunque aún no está confirmado fehacientemente, los investigadores dan como muy probable su presencia en el sultanato de Brunéi.
Aunque no es una especie amenazada, preocupa sobremanera la destrucción de su hábitat principalmente la tala de masa forestal para el posterior cultivo para la producción del aceite de palma.
- Altura: 86 - 92 cm, y 50 cm hasta la cruz.
- Peso: 13,5 - 17,7 kg.
- Color: naranja, amarillento y marrón.
- Cornamenta: 6,5 - 8,7 cm.